# الأمواه
الأمواه هي مدينة سعودية والعاصمة الإدارية لمحافظة الحرجة، التابعة لمنطقة عسير. تقع شرق إمارة عسير على مسافة 170 كيلاً.

## سبب التسمية
الأمواه - بفتح الهمزة وإسكان الميم وفتح الواو بعدها ألف فهاء - والأمواه في اللغة جمع ماء، وسُميت بذلك نسبة إلي مورد مياه في مجرى وادي تثليث، وقيل نسبة إلى بئر قديمة.

## نبذة
توجد بها عدد من الدوائر الحكومية: بلدية، محكمة، كتابة عدل، دفاع مدني، شرطة، مكتب تعليم، مكتب ضمان اجتماعي، مركز هلال أحمر، مركز هيئة، أوقاف، لجنة تنمية، جمعية خيرية، مكتب بريد.